# Sicya bala
Sicya bala là một loài bướm đêm trong họ Geometridae.